# Arakan Rohingya Salvation Army

Fahne der Arakan Rohingya Salvation Army

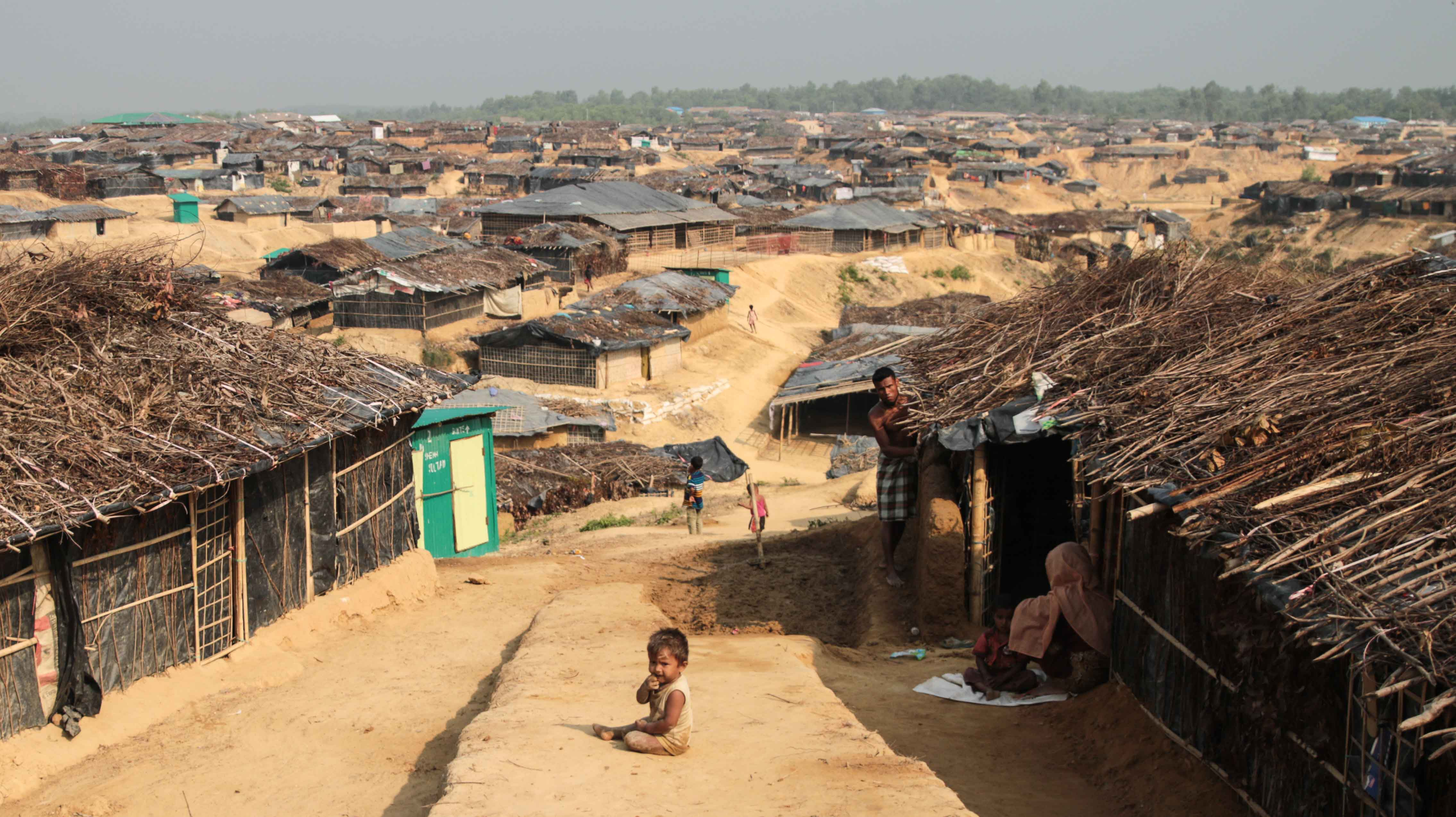
Flüchtlingslager Kutupalong in Bangladesh. Die ARSA ist primär in den Lagern aktiv.

Als Arakan Rohingya Salvation Army (Abk.: ARSA, früher: Harakah al-Yaqin) wird eine separatistisch-islamistische Rebellengruppe der ethno-religiösen Minderheit der Rohingya bezeichnet, die für die Sezession des Rakhaing-Staates von Myanmar und die Gründung eines eigenen unabhängigen Staates auf Grundlage der Scharia kämpfen sollen. Andere Quellen widersprachen diesen Aussagen und stellen die ARSA als Milizen dar, welche die Dörfer der Rohingya vor Übergriffen schützen sollten. Und sie setzten sich für die Rechte der Rohingya ein, welche staatenlos seien und keinerlei Rechte in Myanmar besaßen. Ihre Größe wurde in der Vergangenheit auf wenige Hundert schlecht ausgerüstete Kämpfer geschätzt. Seit den Überfällen auf Grenzschutz Polizeieinheiten im Jahr 2017 sind keine größeren Operationen der ARSA gegen die Zentralregierung mehr bekannt. Auch Meldungen über Zusammenstöße mit der Arakan Army gingen zurück. Wieder andere Quellen behaupten einige Operationen der ARSA wären in Wirklichkeit False Flag Operationen der Regierung gewesen. Sie wären ausgeführt worden um ein hartes Vorgehen der Sicherheitskräfte gegen die Rohingya zu rechtfertigen. Stand 2024 gilt es als sicher, dass die ARSA auf Seiten des Militär gegen die Arakan Army eingesetzt wird.

## Hintergrund
Der Begriff Rohingya ist die offizielle Bezeichnung für die muslimische Minderheit im mehrheitlich buddhistischen Staat Myanmar. Dort leben sie größtenteils im Rakhaing-Staat. Von der Regierung Myanmars werden sie nicht als autochthone Minderheit anerkannt, sondern als illegale bangladeschische Immigranten betrachtet, obwohl der überwiegende Großteil von ihnen seit mehreren Generationen in Myanmar lebt. Die Einbürgerung wird ihnen ebenso wie das Wahlrecht verweigert. Bangladesch betrachtet die Rohingya hingegen als burmesische Minderheit und lehnt ihre Aufnahme ebenso ab. Die Mehrheit der Führung der Rohingyas befürwortete in der Vergangenheit friedliche Mittel um das Los der Rohingya Gemeinschaften zu verbessern. Sie setzten auf Internationale Hilfe und nicht auf den bewaffneten Kampf.
Vorläufer der ARSA existierten bereits im Jahre 2012 und waren großteils radikal-islamische Gruppen. Diese Gruppen waren aber klein und umfassten wenige dutzend Mitglieder.
Bei anti-muslimischen Unruhen im Jahr 2012 wurden über 200 Menschen getötet und rund 120.000 Rohingya vertrieben. Nach Einschätzung von Zachary Abuza (Radio Free Asia) tolerierte die internationale Gemeinschaft diese Diskriminierung und Unterdrückung der muslimischen Minderheit, weil sie die demokratische Regierung von Aung San Suu Kyi stärken wollte und den Zustand deshalb hinnahm.
Die Rohingya durften auch nicht an der Parlamentswahl 2015 teilnehmen. Dies löste große Unzufriedenheit und Feindschaft gegenüber der buddhistischen Mehrheit bei vielen Rohingya aus.

## Geschichte

### Gründung
Nach Angaben der International Crisis Group (ICG) wurde die ARSA 2016 von mindestens zwanzig Rohingya gegründet, die sich im saudi-arabischen Exil befanden. Als Führer der Gruppe gilt Attullah Abu Amar Jununi, ein in Pakistan geborener Rohingya, der in Mekka aufwuchs. Jununi und andere Mitglieder sollen in Pakistan und Afghanistan eine militärische Ausbildung absolviert haben und von Spendern aus Saudi-Arabien und anderen Ländern des Nahen Ostens finanziert worden sein. Die Gruppierung formierte sich bereits 2013 unter dem Namen Harakah al-Yaqin und ging schließlich im Oktober 2016 in der ARSA auf.

### Rohingya-Aufstände seit 2016
Jununi und andere Mitglieder kehrten 2016 nach Myanmar zurück. Im Oktober 2016 überfielen ARSA-Kämpfer bewaffnet mit Macheten und anderen einfachen Waffen Polizeiposten in Myanmar und töteten neun Polizisten.
Staatliche Sicherheitskräfte griffen daraufhin in mehreren Razzien hart durch. Das führte zu andauernden Auseinandersetzungen zwischen dem burmesischen Militär (Tatmadaw) und den Aufständischen, bei denen weitere Menschen getötet wurden.
Den Tatmadaw werden ebenso wie der ARSA Menschenrechtsverletzungen vorgeworfen. So sollen Rohingya vergewaltigt, gefoltert und ermordet und deren Dörfer niedergebrannt worden sein.
Die ARSA habe über 100 Hindus getötet, einige Hindu-Männer entführt und soll sie gezwungen haben zum Islam zu konvertieren. Des Weiteren zwang die ARSA konvertierte Hindus Buddhisten der Arakan Army für die Verbrechen verantwortlich zu machen. Andere Organisationen widersprachen den Vorwürfen welche Amnesty International gegen die ARSA erhoben hatte. Es würde sich bei den Vorwürfen um Propagandatricks der Regierung handeln stellte die Burma Task Force fest, einen Zusammenschluss von 19 kanadischen und US-amerikanischen Muslim Organisationen.
Die Auseinandersetzungen führten zur Flucht von 80.000 Rohingya nach Bangladesch bis August 2017. Die UN ging im September 2017 von 290.000 Menschen auf der Flucht aus, während die UNO-Flüchtlingshilfe 2022 von 926.000 Rohingya-Flüchtlingen in Bangladesh ausgeht.
Am 25. August 2017 kam es erneut zu schweren Angriffen der ARSA auf etwa 30 Stützpunkte der Polizei und des Militärs und verstärkten Reaktionen des Militärs. Bei den Angriffen starben mindestens 89 Menschen. An den Auseinandersetzungen im Rakhaing-Staat waren 150 ARSA-Kämpfer beteiligt.
Die Commission for International Justice and Accountability (kurz CIJA) stellte dagegen fest, dass in internen Dokumenten der Sicherheitsbehörden 18 versuchte Überfalle auf Posten der Border Guard Police (kurz BGP) dokumentiert worden waren. Die Angriffe erfolgten am 25. August 2017 mit selbstgebauten Bomben und Waffen und in internen Dokumenten der BGP waren keine Todesopfer unter den Sicherheitskräften verzeichnet. Die CIJA geht davon aus, dass die Operation gegen die Rohingya lange davor geplant war, und die Ũberfälle zur Rechtfertigung der Operation dienten. Die CIJA geht davon aus, dass rassistische Gründe bei der Operation eine Rolle gespielt haben und keine Sicherheitsprobleme. Die Muslime sollten aus Maungdaw Township vertrieben werden. Bei den Angriffen auf die BGP hätte es sich um eine False Flag Operation der myanmarischen Geheimdienste gehandelt. Die BGP war nach Aussagen der CIJA 2013 gegrǔndet worden um die Rohingya aus Myanmar zu vertreiben.
Am 9. September 2017 erklärte die ARSA einen einseitigen Waffenstillstand ab sofort für einen Monat. Damit sollten laut der Mitteilung die Hilfslieferungen für die Not leidenden Menschen in Rakhaing-Staat ermöglicht werden.
Amnesty International erklärte am 22. Mai 2018, dass die ARSA alleine im Jahr 2017 über 100 Menschen hinduistischen Glaubens getötet und gefoltert habe.

### Nach dem Putsch am 1. Februar 2021
Nach dem Militärputsch am 1. Februar 2021 verhielt sich die ARSA zunächst ruhig, während große Teile des Arakan Staates von der Arakan Army (AA) überrannt wurden. Am 15. April 2024 berichtete Radio Free Asia, dass die ARSA zusammen mit der Militärregierung die Einheiten der AA bekämpfen würde. Die AA bestand zu großen Teilen aus buddhistischen Arakanesen. In der Vergangenheit war es zu massiven Spannungen zwischen der buddhistischen Mehrheit und der muslimischen Minderheit im Staat gekommen.
Die ARSA soll am 29. September 2021 an der Ermordung des bekannten Menschenrechtsaktivisten Mohib Ullah beteiligt gewesen sein. Mohib Ullah hatte die Rohingya auf internationaler Ebene vertreten und hatte Treffen mit Präsident Barack Obama und Donald Trump. Mohib Ullah galt als ein entschiedener Gegner der ARSA und ihren Aktivitäten in den Flüchtlingslagern.
Am 8. Januar 2023 stürmten Einheiten der Sicherheitskräfte von Bangladesh zusammen mit bewaffneten Einheiten der Rohingya Solidarity Organisation (Kurz RSO) ein Flüchtlingslager im Grenzgebiet zu Myanmar, welches von der ARSA kontrolliert worden ist. Das sogenannte No Man’s Land Camp auch Zero Point genannt in Tumbru, Bandarban Distrikt, Bangladesh mit mehreren tausend Flüchtlingen wurde niedergebrannt. Die ARSA Kämpfer verhaftet. Das Lager befand sich in einem Streifen, wo die Grenze zwischen den beiden Ländern umstritten war.
Ende Dezember 2024 waren die mehrheitlich von Rohingya bewohnten Gebiete unter der Kontrolle der AA. Als letzter Stützpunkt wurden die Kasernen des BGP Bataillon 5 in Maungdaw überrannt. Sowohl die ARSA als auch die RSO sollen bei der Verteidigung der Stadt involviert gewesen sein.

## Ziele
Anfang September 2017 erklärt Jununi in einem Video: „Unser erstes Ziel mit ARSA ist die Befreiung unserer Menschen von inhumaner Unterdrückung, die durch alle burmesischen Regime erfolgte.“ Die Attacken seien die Reaktion von Myanmars Regierung auf die Behandlung der Rohingya und der Blockade ihrer Dörfer. Er forderte die Internationale Hilfsorganisationen auf, in der Region zu bleiben, nachdem diese zuvor begonnen hatten, alle nicht dringend benötigten Mitarbeiter abzuziehen.
Nach einigen Quellen ist das Ziel der ARSA die Errichtung eines unabhängigen Islamischen Staates.

## Bewertung
Die (durch den Militärputsch 2021 mittlerweile abgesetzte) Regierung der Nobelpreisträgerin Aung San Suu Kyi bezeichnet die ARSA-Kämpfer als „extremistische bengalische Terroristen“. Einige Politiker werfen der Organisation vor, einen Islamischen Staat errichten zu wollen.

## Verwechslungsgefahr
Die Arakan Rohingya Salvation Army ARSA darf nicht mit der Arakan Army AA verwechselt werden. Die AA kämft für die Wiederentstehung eines unabhängigen Arakan Staat und gilt als mehrheitlich buddhistisch geprägt. Die AA war 2024 eine der größten bewaffneten ethnischen Organisationen im myanmarischen Bürgerkrieg mit einer Truppenstärke von 30.000 Personen und Teilnehmer an der erfolgreichen Operation 1027 gegen die Militärregierung. Im Gegensatz zur ARSA kontrollierte die AA 2024 große Teile des Rakhine-Staates. In der Vergangenheit kam es zu Gefechten zwischen der ARSA und der AA.